# Отряд Болгарского Красного Креста в Маньчжурии
Отряд Болгарского Красного Креста в Маньчжурии (болг. Отряд на БЧК в Манджурия) — болгарский добровольческий санитарно-медицинский отряд, действовавший в период русско-японской войны 1904 - 1905 гг. в составе Маньчжурской армии Русской императорской армии.
Первый в истории опыт деятельности болгарского военно-медицинского персонала за границами Болгарии.

## История
Формирование отряда проходило на территории Болгарии под эгидой Болгарского Красного Креста.
Отряд состоял из шести человек - подданных Болгарского царства (двух врачей, двух санитаров и двух медицинских сестёр). Начальником отряда был подполковник болгарской армии, врач Димитр Киранов, его заместителем — поручик болгарской армии, врач Иван Мендизов, также в состав отряда вошли унтер-офицеры болгарской армии Ангел Марков и Стоян Димов и медсестры Ольга Заполска и Ингилизова. В распоряжении отряда имелся комплект полевого госпиталя на 30 коек, запас перевязочных материалов и медикаментов, а также иное необходимое имущество.
1 мая 1904 года отряд был доставлен из Болгарии в порт Одессы на борту крейсера «Надежда» и в дальнейшем отправлен на Дальний Восток по железной дороге. При транспортировке всё имущество отряда заняло 2 грузовых железнодорожных вагона.
В Маньчжурии отряд работал в городе Гунджулин, где развернул полевой госпиталь. Город находился на линии Маньчжурской железной дороги к востоку от Харбина, и в это время в нём находился сборный эвакуационный пункт русской армии.
Отряд продолжал действовать в период с 8 мая 1904 года до 10 ноября 1905 года, занимаясь оказанием помощи раненым русским солдатам, после чего оборудование и имущество госпиталя было подарено комитету Русского Красного Креста (в дальнейшем, это оборудование использовали для создания больницы в Верхнеудинске), а болгары возвратились в Болгарию.
В Верхнеудинске болгарский лазарет открылся 11 апреля 1905 года. Лазарет на 60 мест содержался на болгарские средства. Размещался в новом деревянном 2-этажном здании, строившемся для гостиницы.

## Последующие события
Опыт русско-японской войны оказал влияние на развитие военно-медицинской службы в вооружённых силах Болгарии. Было отмечено, что в случае начала новой войны существующий в Болгарии уровень военной медицины может оказаться недостаточным. В результате, Болгарский Красный Крест принял дополнительные меры по подготовке медицинского персонала.